# Stanisław Wyspiański

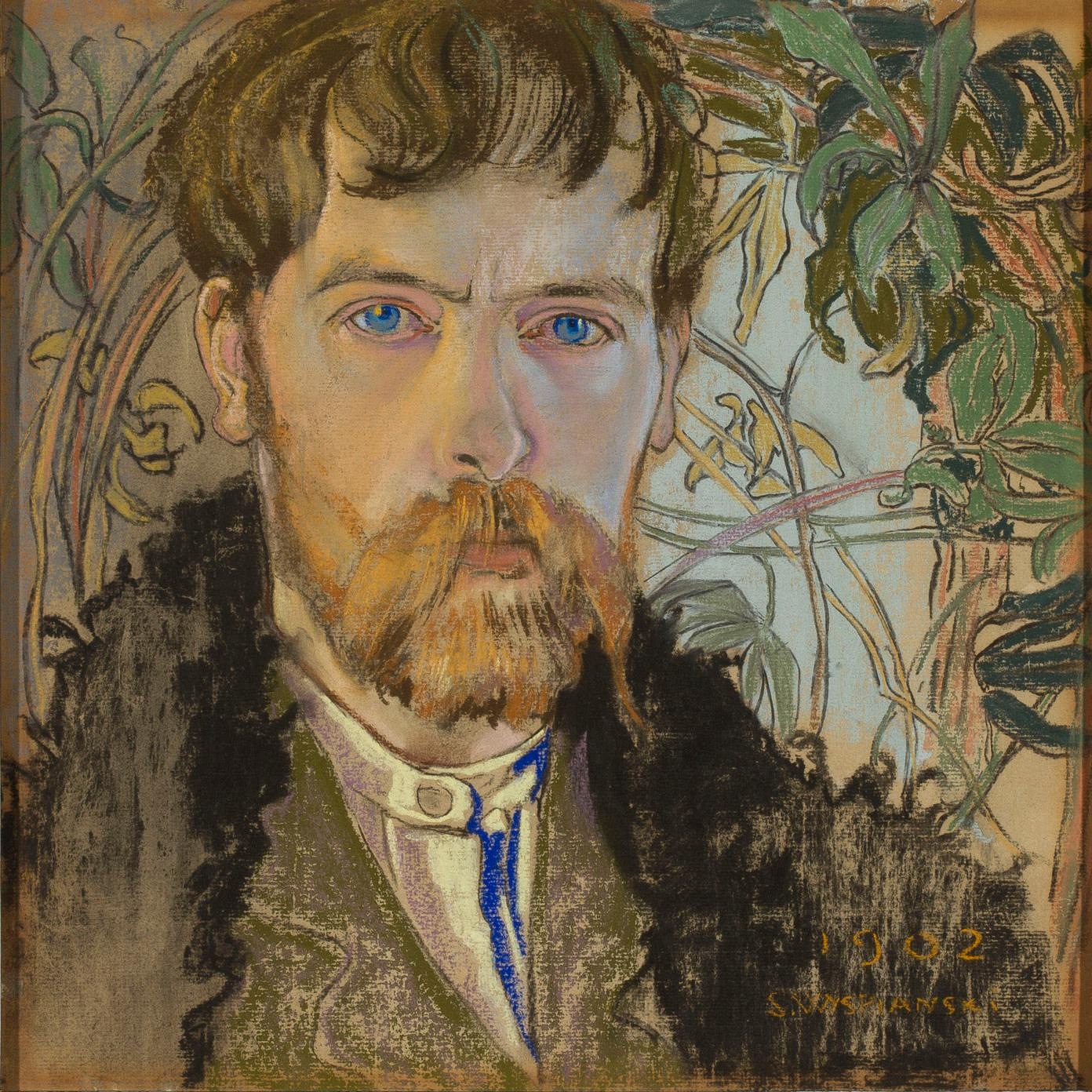
Zelfportret (1902)

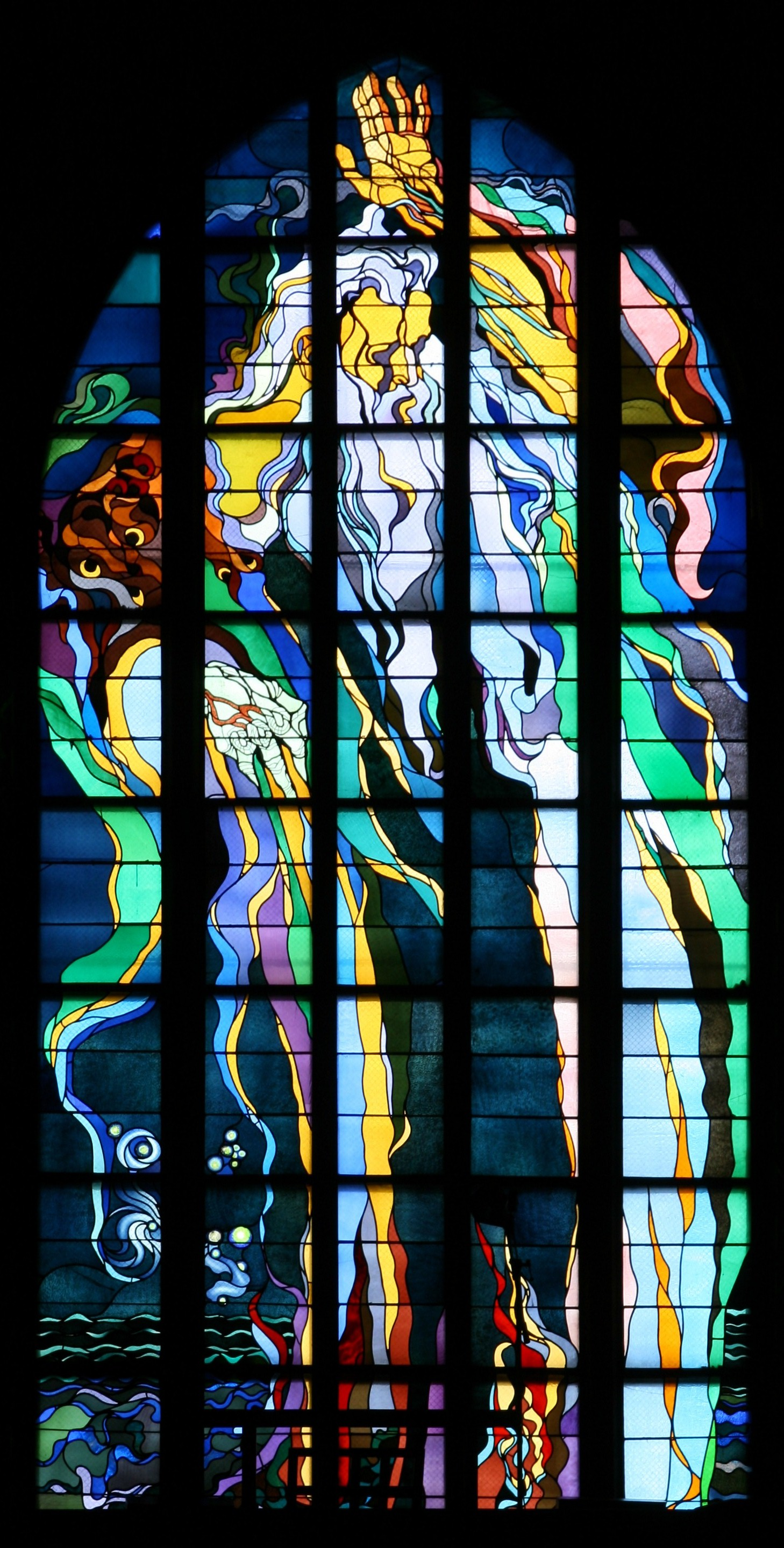
God de Vader Franciscanenkerk

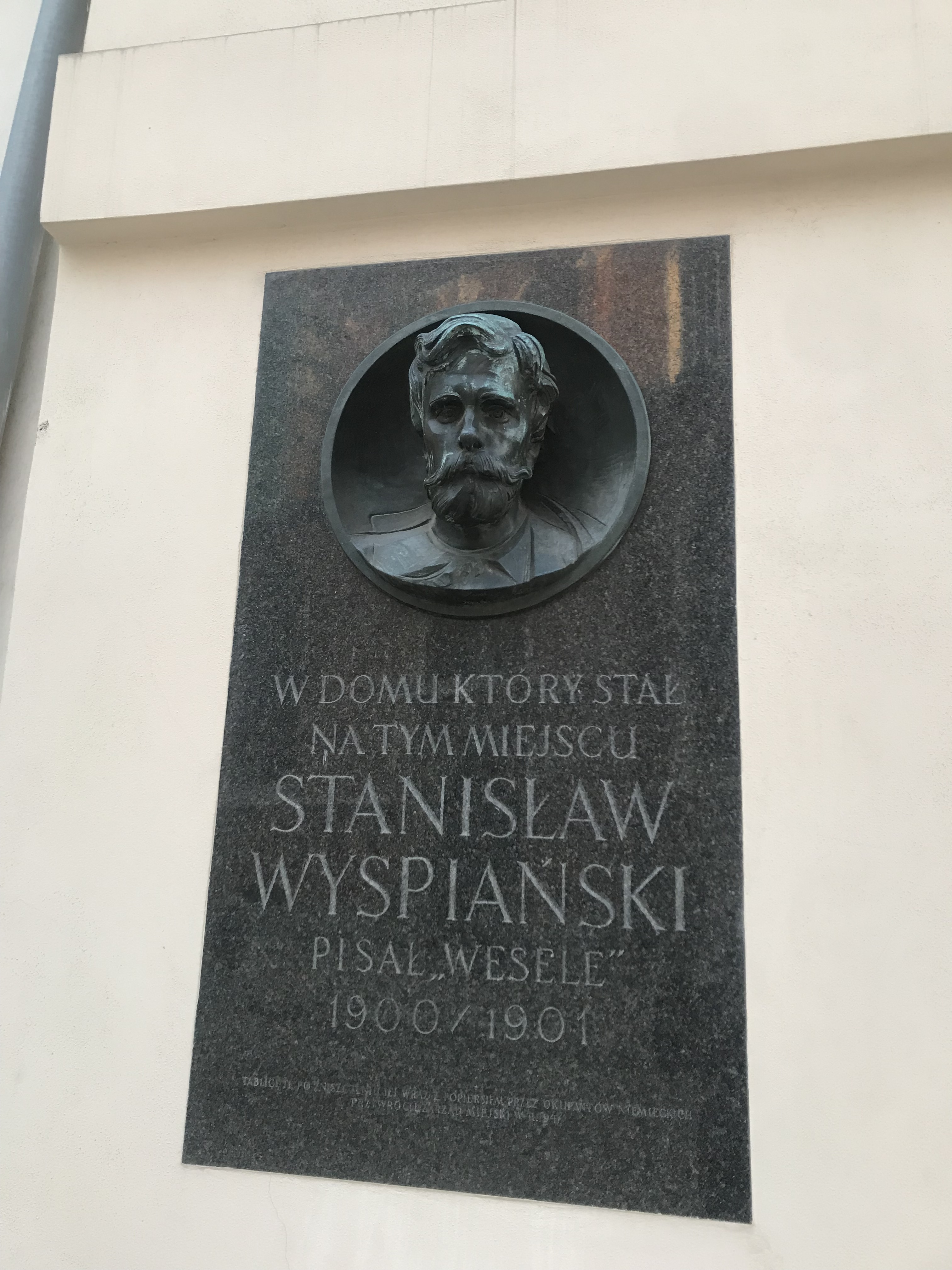
Plaquette in Krakau, Polen

Stanisław Mateusz Ignacy Wyspiański (Krakau, 15 januari 1869 - aldaar, 28 november 1907) was een Poolse schilder, ontwerper van glas in loodramen, meubelmaker, toneelschrijver en dichter. Hij was lid van de nationalistische kunstenaarsgroepering Młoda Polska (Jong Polen, 1905-1918). Wyspianski is het meest bekend door zijn schilderijen. Hij heeft ook een aantal toneelstukken geschreven waarvan Wesele (Het huwelijk) uit 1901 zijn bekendste is. Daarnaast heeft hij sieraden ontworpen en gebrandschilderde ramen gemaakt. 

## Biografie
In 1887 schreef Wyspiański zich in aan de Faculteit der Wijsbegeerte van de Jagiellonische Universiteit en de Academie voor Schone Kunsten Krakau. Tijdens zijn studie aan de universiteit volgde hij lezingen in kunst, geschiedenis en literatuur. Jan Matejko, de decaan van de Academie voor Schone Kunsten, herkende al snel het talent van Wyspiański en vroeg hem mee te doen aan de oprichting van een polychroom in de Mariacki-kerk. In de periode van 1890 tot 1894 ondernam hij diverse reizen naar Europese steden in o.a. Italië, Zwitserland, Duitsland en Frankrijk. Met name zijn verblijf in Frankrijk wordt beschouwd als een belangrijke bijdrage aan zijn artistieke ontwikkeling. Hij studeerde aan de particuliere Académie Colarossi en hij maakte kennis met Paul Gauguin. 
In augustus 1894 keerde Wyspiański terug naar Krakau waar hij betrokken raakte bij het modernisme. Hij ontwierp en maakte diverse glas-in-loodramen voor de Franciscanenkerk in Krakau. In 1897 publiceerde hij zijn eerste toneelstuk, Legenda, waar hij nog niet direct veel erkenning voor kreeg. Zijn belangrijkste en populairste toneelstuk Wesele publiceerde hij in 1901, het is een kritische en sarcastische uiteenzetting van de Poolse samenleving in de 19e eeuw. Inspiratie voor het stuk kreeg hij op de bruiloft van zijn vriend en dichter Lucjan Rydel. Het toneelstuk werd in 1973 verfilmd door Andrzej Wajda.
Wyspiański overleed in 1907 op 38-jarige leeftijd aan de gevolgen van syfilis.

## Toneelstukken (selectie)
- Warszawianka (1898)
- Klątwa (De vloek) (1899)
- Protesilas i Leodamia (1899)
- Meleager (1899)
- Legion (1900)
- Wesele (1901)
- Wyzwolenie (Bevrijding) (1903)
- Weimar 1829 (fragment, 1904)
- Noc listopadowa (November Night) (1904)
- Akropolis (1904)
- Skałka (1907)
- Powrót Odysa (Terugkeer van Odysseus) (1907)
- Zygmunt August (1907 - onvoltooid)

## Galerij

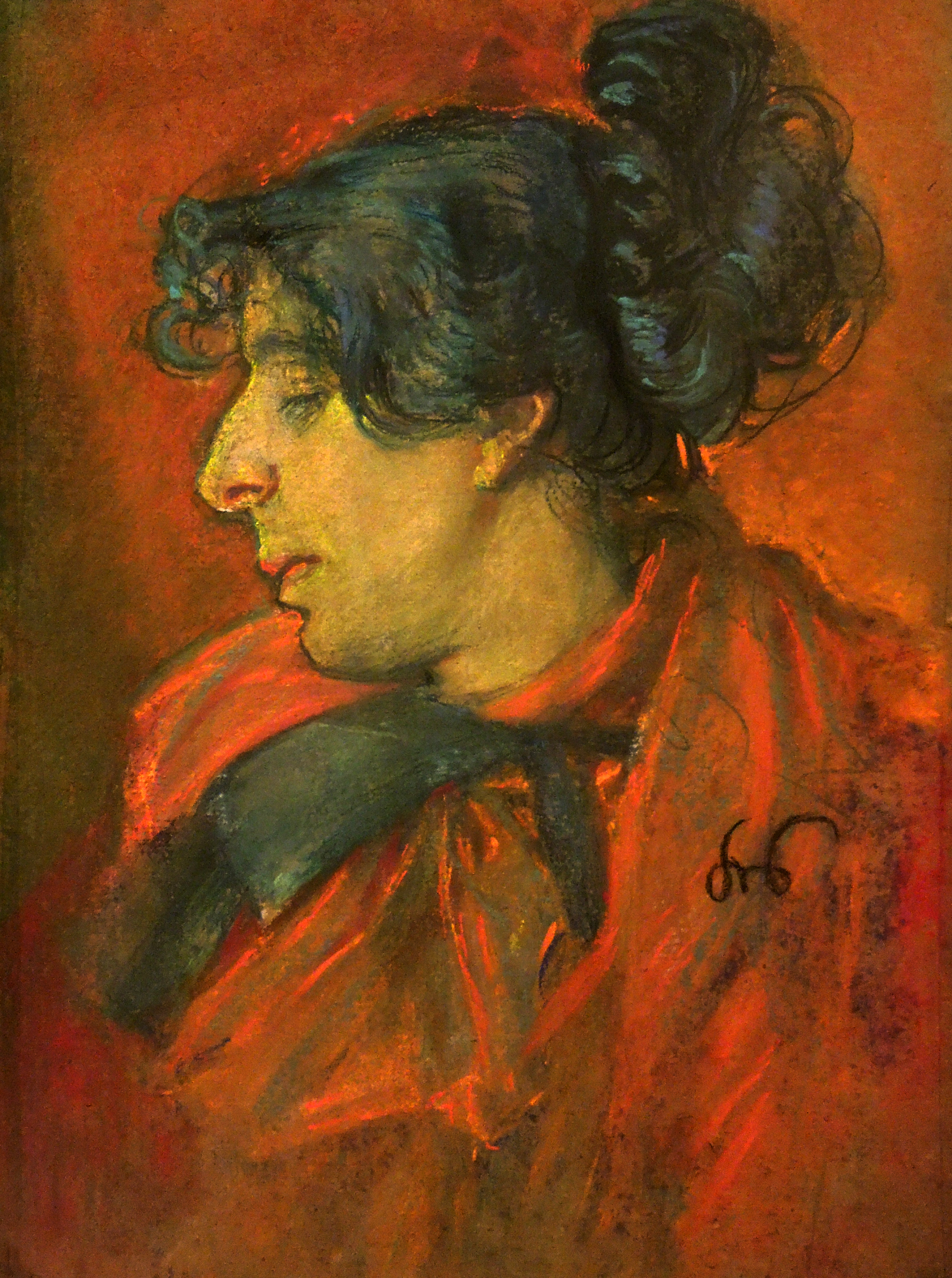
Een Parijse vrouw (1893)
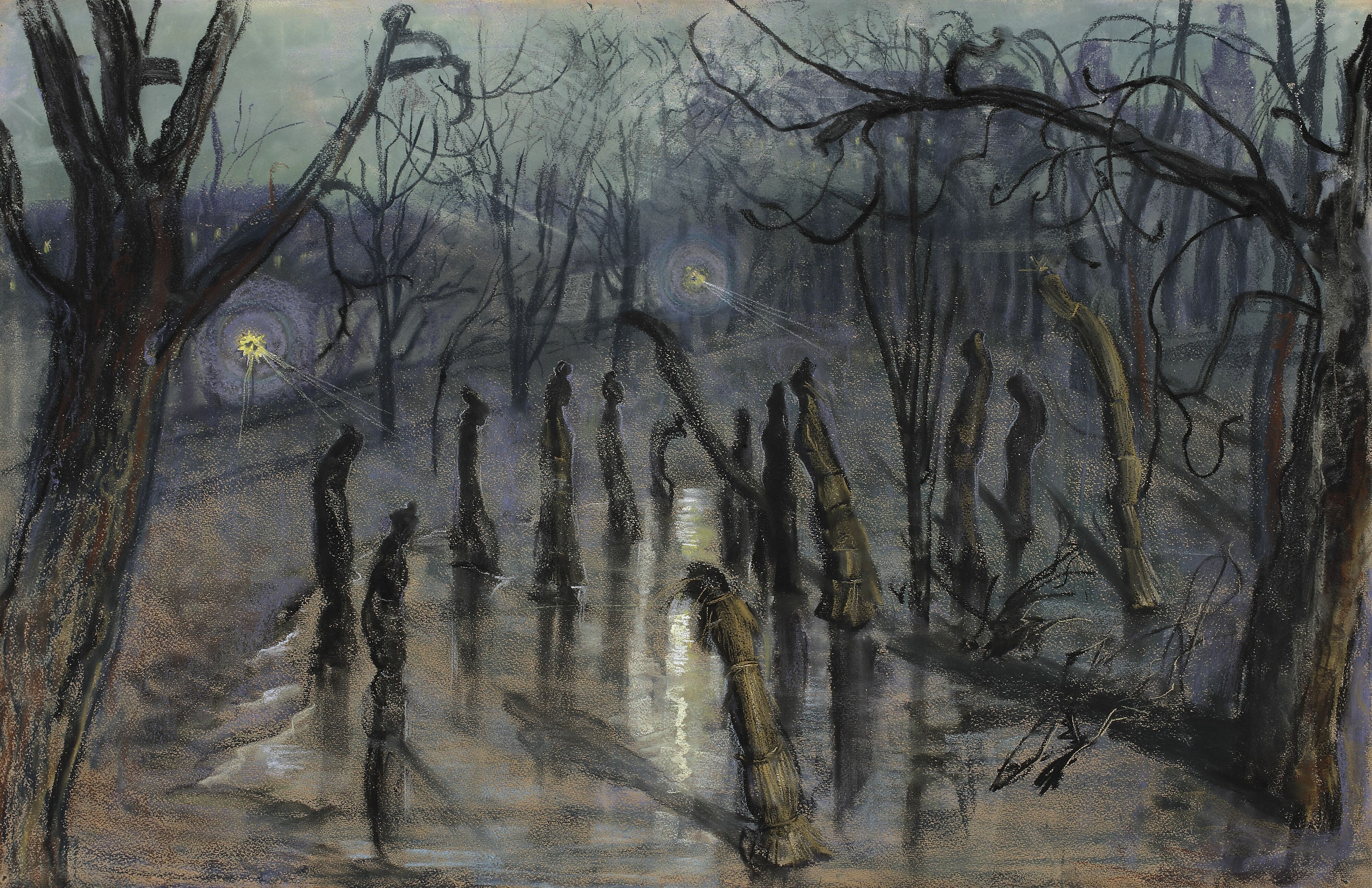
De mulchs (c. 1898)
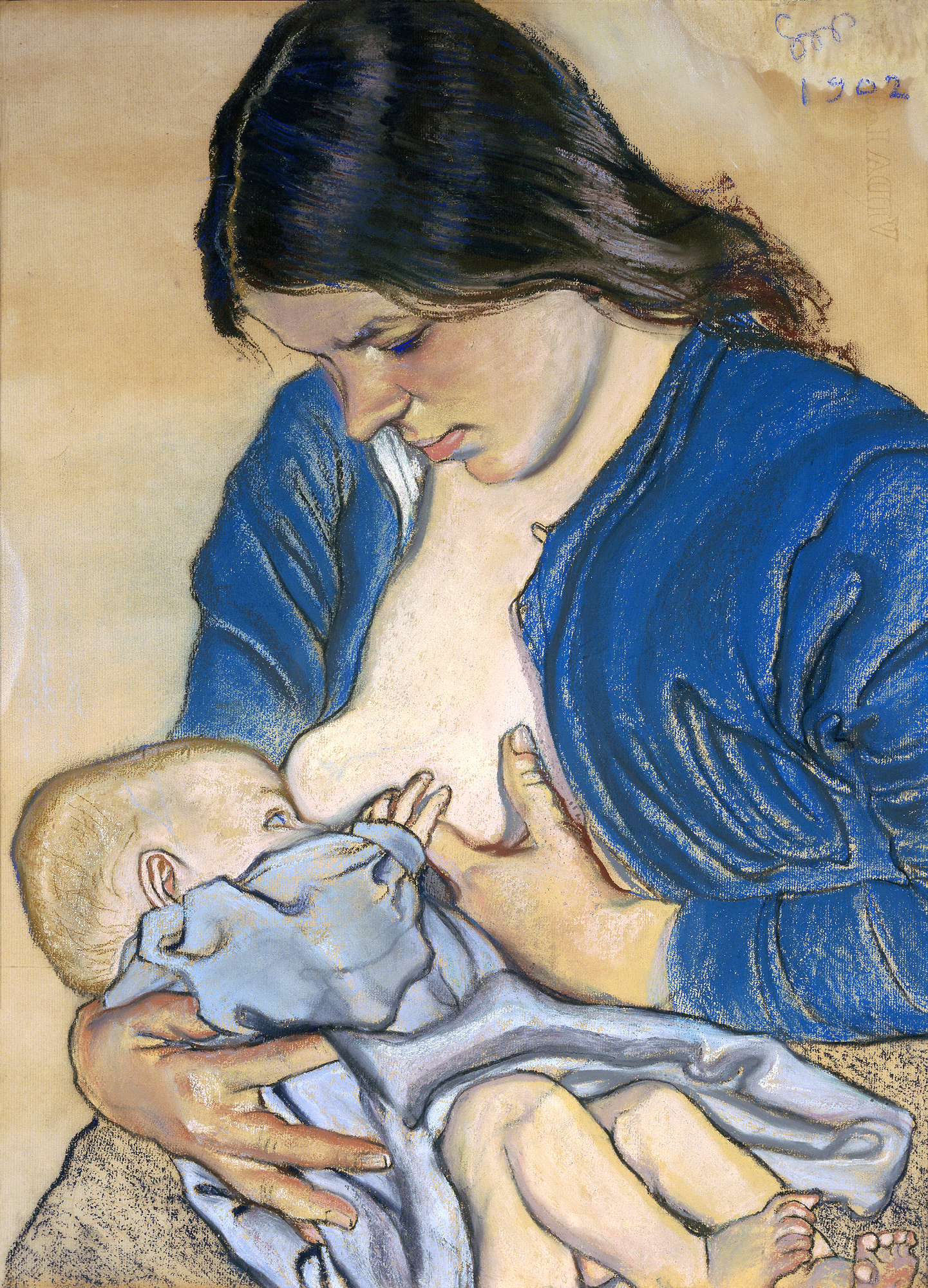
Moederschap (1902)
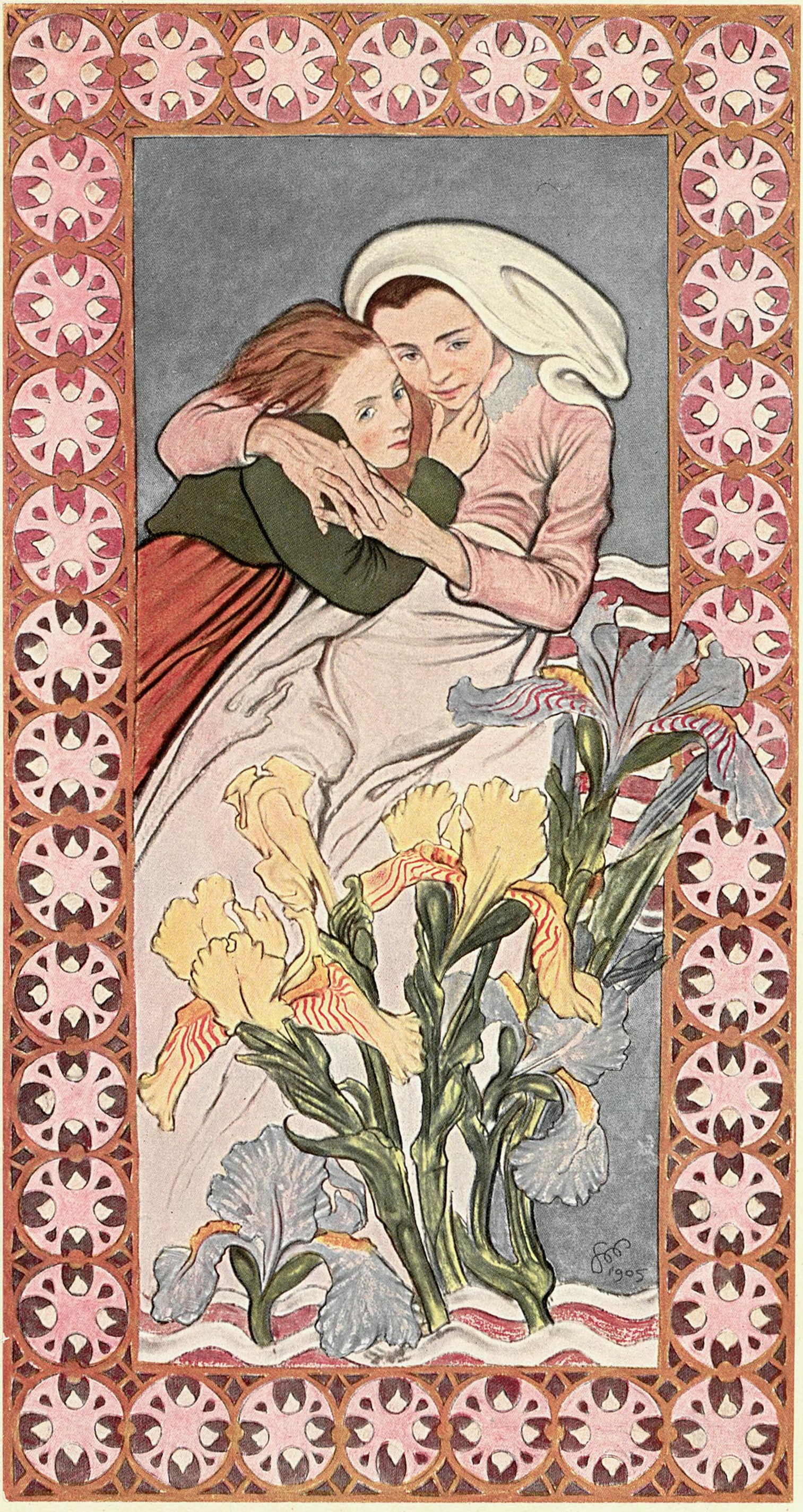
Caritas (1905)
Moederschap (1905)

- Bibsys: 90084322
- Biblioteca Nacional de España: XX1496996
- Bibliothèque nationale de France: cb120967747 (data)
- Catàleg d'autoritats de noms i títols de Catalunya: 981058522734006706
- CiNii: DA10356388
- Gemeinsame Normdatei: 118635751
- International Standard Name Identifier: 0000 0001 2139 4203
- Library of Congress Control Number: n50020559
- Nationale Bibliotheek van Letland: 000119209
- MusicBrainz: badfa1ef-2c5f-437d-83a8-b0d22874052a
- Nationale Bibliotheek van Tsjechië: jn19990009324
- Nationale bibliotheek van Australië: 35751466
- Nationale Bibliotheek van Israël: 987007269927405171
- Nationale Bibliotheek van Polen: a0000001168017
- Nationale en Universitaire bibliotheek Zagreb: 000211349
- Nederlandse Thesaurus van Auteursnamen: 069721300
- Réseau des bibliothèques de Suisse occidentale: 02-A000177946
- RKD-Nederlands Instituut voor Kunstgeschiedenis: 85870
- Russische Staatsbibliotheek: 000026539
- LIBRIS: 268270
- SNAC: w62z4zx9
- Système universitaire de documentation: 02931545X
- Trove: 1071039
- Union List of Artist Names: 500027394
- Virtual International Authority File: 73881622
- WorldCat: E39PBJhX7y6fxWVhYgvmpQHQv3